# Municipio de Whitewater (condado de Bollinger)
El municipio de Whitewater (en inglés: Whitewater Township) es un municipio ubicado en el condado de Bollinger en el estado estadounidense de Misuri. En el año 2010 tenía una población de 1029 habitantes y una densidad poblacional de 7,68 personas por km².

## Geografía
El municipio de Whitewater se encuentra ubicado en las coordenadas 37°33′1″N 89°55′59″O / 37.55028, -89.93306. Según la Oficina del Censo de los Estados Unidos, el municipio tiene una superficie total de 133.97 km², de la cual 133,72 km² corresponden a tierra firme y (0,19 %) 0,25 km² es agua.

## Demografía
Según el censo de 2010, había 1029 personas residiendo en el municipio de Whitewater. La densidad de población era de 7,68 hab./km². De los 1029 habitantes, el municipio de Whitewater estaba compuesto por el 99,13 % blancos, el 0,1 % eran amerindios, el 0,1 % eran de otras razas y el 0,68 % eran de una mezcla de razas. Del total de la población el 1,46 % eran hispanos o latinos de cualquier raza.